# Sanctuary Records
Sanctuary Records is het grootste onafhankelijke platenlabel in het Verenigd Koninkrijk., en de grootste muziek management bedrijf ter wereld. Het is tevens het grootste onafhankelijke eigenaar van de rechten van zo'n 150.000 songs.
Het bedrijf werd in 1976 opgericht door Rod Smallwood en Andy Taylor. In 1979 ontdekten ze de metalgroep Iron Maiden en werden hun manager. Het bedrijf is vernoemd naar het nummer Sanctuary.